# 倉岡伸太朗
倉岡 伸太朗（くらおか しんたろう、1941年5月16日 - ）は、日本の元俳優。兵庫県神戸市出身。旧芸名：倉丘伸太郎。

## 来歴
兵庫県立兵庫高等学校在学中の1959年に東映ニューフェイスの第6期生に合格、高校を中退して役者となる。1963年4月、日本電波映画に入社。同年10月から放送されたテレビドラマ『姿三四郎』の三四郎役で人気を博し、以降柔道モノのドラマに相次いで出演する。その人気は高く、1965年度のブロマイド売上男性俳優部門で2位となっている。1970年代半ば頃に芸名を「倉丘伸太郎」から「倉岡伸太朗」に改名した。1970年代以降はテレビ時代劇へのゲスト出演が主となり、1981年の映画出演を最後に芸能界を引退する。1999年頃には名古屋でメンバーズクラブを経営していた。

## 出演作品

### 映画
- 右門捕物帖 地獄の風車（1960年3月1日、東映） - 春吉
- 次郎長血笑記 殴り込み道中（1960年3月8日、東映） - 虎造
- 御存じ いれずみ判官（1960年3月15日、東映） - 相良又之丞
- 蛇神魔殿（1960年4月12日、東映） - 長松
- 次郎長血笑記 富士見峠の対決（1960年8月28日、東映） - 丁松
- 次郎長血笑記 殴り込み荒神山（1960年9月13日、東映） - 丁松
- 新諸国物語 黄金孔雀城 (1961年3月28日、東映) - 町人
- 吸血死美人彫り（1961年5月28日、東映） - 黒塚主馬
- 幽霊五十三次（1961年7月1日、東映） - 半公
- 幽霊島の掟（1961年8月13日、東映） - 三吉
- 胡蝶かげろう剣（1962年7月1日、東映） - 芳松
- いも侍 抜打ち御免（1965年1月15日、松竹）
- 「明治の風雪」より 柔旋風（1965年3月31日、松竹） - 戸田雄二郎
- 続・柔旋風　四天王誕生（1965年10月16日、松竹）
- 暴力の港 虎と狼（1965年10月30日、松竹）
- 怒濤の対決（1965年12月18日、松竹）
- 天下の快男児（1966年4月29日、松竹）
- ド根性大将（1966年6月2日、松竹） - 利根仙吉
- 炎のごとく（1981年5月9日、東宝） - 田中新兵衛

### テレビドラマ
- 姿三四郎（1963年、フジテレビジョン）- 主演・姿三四郎
- 宇宙Gメン（1963年、日本テレビ放送網 / 日本電波映画）- 月村武
- 里見八犬伝（1964年 - 1965年、フジテレビジョン / 日本電波映画）- 犬塚信乃
- 武田信玄（1966年 - 1967年、日本テレビ放送網） - 主演・武田信玄
- 明治天皇 第一部（1966年、読売テレビ）
- 銭形平次 （フジテレビ / 東映京都テレビプロ）
  - 第60話「帰って来た男」（1967年）- 庄吉
  - 第316話「母ごころ」（1972年）- 忠太郎
- ブラザー劇場 / 新吾十番勝負（1967年、TBS / 松竹テレビ室）第35話「剣に涙あり」- 不知火蔵人
- 仮面の忍者 赤影 第14話「謎のまんじ党」（1967年、関西テレビ放送 / 東映京都テレビプロ）- 織田信長
- 水戸黄門（TBS / C.A.L）
  - 第2部 第19話「浪人街の決闘 -諏訪-」（1970年）- 仙太
  - 第3部 第13話「死を賭けた願い -桑名-」（1971年）- 金八
  - 第6部 第18話「紙を喰う虫 ‐高知‐」（1975年） - 市兵衛
  - 第7部 第15話「大見得切った偽黄門 -酒田-」（1976年）- 梅八
- おさな妻 第10話「ボーイフレンド」（1970年、東京12チャンネル / C.A.L）

- 軍兵衛目安箱 （1971年、NETテレビ / 東映）- 三浦和馬
- 千葉周作 剣道まっしぐら 第40話「花と六連発」（1971年、TBS）- 黒川兵庫
- 笹沢佐保 峠シリーズ 第3話「暮坂峠への疾走」（1972年 / TBS）
- 大岡越前 第3部 第22話「血塗られた密書」（1972年、TBS / C.A.L）- 大岡忠光
- 特別機動捜査隊 （1973年、NET / 東映）- 倉岡刑事
- 非情のライセンス（NET / 東映） 
  - 第1シリーズ 第40話「兇悪の望郷」（1974年）- 須藤
  - 第2シリーズ
    - 第38話「やさしい兇悪」（1975年）- 船員
    - 第45話 「洞爺湖に散った兇悪」（1975年）- フロント係
    - 第48話「兇悪なすずらんの女」（1975年）- 倉持浩一
- プレイガール 第263話「おんせん芸者大学」（1974年、12ch / 東映）- 南条伸夫
- 運命峠　第5話「華麗なる非情剣」（1974年、KTV / 東映）- 荒木丑之助
- どてらい男（1975年 - 1976年、フジテレビジョン）- 大野敏夫
- 遠山の金さん （杉良太郎版）
  - 第23話「悪夢を吹きはらえ!!」（1976年、NET / 東映）- 新太郎
  - 第50話「血染めの姉妹簪」（1976年、NET / 東映）- 宮寺玄州
- 影同心II 第23話「一殺多生政商を斬る!!」（1976年、毎日放送 / 東映）
- 桃太郎侍 （日本テレビ放送網 / 東映）
  - 第2話「夢を集めて食う男」（1976年）- 中村時之助
  - 第32話「幼なじみにご用心!」（1977年）- 久蔵
- あかんたれ （1977年、東海テレビ放送 / 東宝テレビ部）- 音松
- 伝七捕物帳 第145話「下町情話板前仁義」（1977年、NTV / ユニオン映画）- 猪太郎
- 吉宗評判記 暴れん坊将軍（テレビ朝日 / 東映）
  - 第11話「日本一の木遣唄」（1978年）- 鶴吉
  - 第53話「からくち一番!母子酒」（1979年） - 長吉

### バラエティ
- てなもんや三度笠（1967年、朝日放送） - 柳井源之丞

## ディスコグラフィ

### シングル
- 北風の夜　（c/w　花の対抗試合） （1964年、ビクターレコード）